# Myriam Gourfink
Myriam Gourfink, née le 7 juin 1968 à Chaumont-en-Vexin (Oise), est une danseuse et chorégraphe de danse contemporaine.

## Biographie

### Formation et création de la compagnie Loldanse
Myriam Gourfink intègre le conservatoire de musique et de danse d'Angers en 1977. À partir de 1992, elle se perfectionne en danse contemporaine lors des stages au Théâtre contemporain de la danse (TCD) à Paris avec notamment Pascale Houbin, Greg Lara, Shelley Senter, Iréne Hultman, Dominique Duszynski, Vera Orlock, Steve Paxton, Simone Forti et Lisa Nelson. Puis elle travaille avec Odile Duboc (Centre chorégraphique national de Franche-Comté).
De 1995 à 2018, elle suit les cours de l'École Française de Yoga (EFY), notamment ceux de Gianna Dupont. Elle obtient son diplôme d’enseignante de yoga en 2008. Aujourd’hui, elle continue à suivre les cours de yoga de Gianna Dupont dans un cadre privé.
En 1996, elle signe son premier solo : Beith. Elle devient la directrice artistique de l’association LOL fondée en 1998 (rebaptisée « Loldanse » fin 2009), structure porteuse de ses projets. En 1999, elle entreprend, avec Laurence Marthouret (notation Laban), Frédéric Voisin (informaticien) et Kasper T. Toeplitz (compositeur), l'élaboration d'un logiciel de composition chorégraphique « LOL » (Laban Orienté Lisp).
Taire sera la première de ses pièces à être composée via ce logiciel.

### Esthétique
Depuis 1996, Myriam Gourfink développe une œuvre qui rejette le spectaculaire pour privilégier les micros-mouvements et le ralentissement des durées. La quasi-immobilité laisse place à une corporéité saturée de flux, de petits heurts souterrains, de petits effondrements dans un perpétuel jeu de balance entre tensions et contre-tensions. Figure de proue de la danse contemporaine française du milieu des années 1990, la presse spécialisée parle de son œuvre comme un «art déceptif» et « danse du peu ». Elle s’attache à rejeter les étiquettes de « danse minimaliste » ou encore de « non danse ».

### Résidences et direction de programmes
Myriam Gourfink est artiste en résidence à l'Institut de recherche et coordination acoustique/musique (IRCAM) en 2004-2005, et au studio national des arts contemporains-Le Fresnoy en 2005‑2006. De janvier 2008 à mars 2013, elle succède à Susan Buirge à la direction du programme de recherche et de composition chorégraphiques (PRCC) à la Fondation Royaumont. Elle y dirige la formation TRANSFORME à destination de chorégraphes émergents.
En 2012, elle programme le cycle « Les danses augmentées » à la Gaîté-Lyrique. De 2012 à 2015, elle est artiste en résidence au Forum de Blanc-Mesnil, et de 2015 à 2016, artiste en résidence à Micadanses (Paris).

## Distinctions et honneurs
Myriam Gourfink reçoit la Bourse Beaumarchais 2000 pour son projet Too Generate. La même année, elle est lauréate de la Villa Médicis hors les murs (New-York 2000). En 2002, elle reçoit une bourse d'écriture du ministère de la Culture et de la Communication pour un travail visant à développer une écriture pour la composition chorégraphique et son intégration dans des dispositifs informatisés. Son œuvre s’inscrit largement dans cette relation à l’informatique. En 2012, elle obtient avec Kasper T. Toeplitz le Giga Hertz Preis für Tanz und Medien du Centre d'art et de technologie des médias (ZKM) à Karlsruhe. En juillet 2014, le ministère de la Culture et de la Communication lui décerne le grade d’officier de l’ordre des Arts et des Lettres.

## Œuvre
- 1996 : Beith
- 1997 : WAW
- 1999: Uberengelheit
- 1999: Glossolalie avec l'interprète Jérôme Bel
- 1999 : Taire
- 2000: Demonology #5
- 2000 : Too Generate
- 2001 : L'écarlate
- 2001 : Marine
- 2002 : Rare
- 2003: L'innommée
- 2003: Capture
- 2004 : Contraindre
- 2005 : It can all begin again / Kill The King
- 2005 : Inhale / Exhale from A to C
- 2005 : This is my house
- 2006 : Molecular black
- 2007 : Corbeau
- 2009: Les temps tiraillés
- 2010: Choisir le moment de la morsure
- 2011: Inoculate ?
- 2012: Breathing Monster
- 2012: Bestiole
- 2012: Une lente mastication
- 2013: Aranéïde
- 2013: Data_Noise
- 2013: Déperdition
- 2013: Abois
- 2014: Insensiblement
- 2014: Souterrain
- 2014: Passage
- 2015: Almasty
- 2016: Gris
- 2016: Etale
- 2017: Amas
- 2018: Evaporé
- 2018: Résidu
- 2018: Nulle Part
- 2018: OS
- 2018: Quake
- 2019: Glissement d'infini
- 2019: Cartilage
- 2021 : Arche, deux danseuses et un musicien[16]
- 2021 : Structure souffle, huit danseuses et un musicien[17]
- 2022 : Nulle part et partout
- 2022 : Masse
- 2023 : Paysage des enfers
- 2023: Stick with me, bambu avec Thembi Rosa et Joséphine Derobe
- 2024 : Rêche, création au Panthéon dans le cadre du festival Festival d'Automne

## Filmographie
- 2011 : Un temps autre - Myriam Gourfink d'Éric Legay
- 2011 : Les Temps tiraillés d'Éric Legay